# Jordan Tresson
Pour les articles homonymes, voir Tresson.
Pas d'image ? Cliquez ici
Jordan Tresson, né le 30 avril 1988 à Villers-la-Montagne, est un pilote automobile français.

## Biographie
Jordan Tresson parvient en sport automobile d'une manière peu commune : il est sélectionné après avoir remporté la Nissan GT Academy en 2010, considérée comme l'une des meilleures simulation de course.
Il participe ainsi au GT4 European Cup 2010 (en) ainsi qu'au GT4 European Cup 2011 au volant d'une Nissan 370Z GT4. Durant la même année, sa carrière bifurque vers l'endurance automobile avec un engagement dans la Blancpain Endurance Series 2011, où il termine champion dans la catégorie GT4.
En 2012, il est intégré par l'intermédiaire de Signatech Nissan dans la catégorie LMP2 du championnat du monde d'endurance FIA, terminant notamment deuxième des 6 Heures de Bahreïn 2012. Il participe aussi aux 24 Heures du Mans qu'il termine à la 16e place.
Par la suite, Nissan ne le reconduit pas et il ne pilote pas en 2013.
Depuis, il pilote en VLN, lui permettant de s'engager aux 24 Heures du Nürburgring.

## Résultats en compétition automobile

### Résultats aux 24 Heures du Mans
| Année | Équipe           | Équipiers                       | Voiture         | Classe | Tours | Pos. | Class Pos. |
| ----- | ---------------- | ------------------------------- | --------------- | ------ | ----- | ---- | ---------- |
| 2012  | Signatech-Nissan | Franck Mailleux Olivier Lombard | Oreca 03-Nissan | LMP2   | 340   | 16e  | 9e         |